# الحرب السيليزية الثانية
الحرب السيليزية الثانية (بالألمانية: Zweiter Schlesischer Krieg)‏ هي صراع بين بروسيا والنمسا استمر من عام 1744 إلى عام 1745، وأكّد سيطرة بروسيا على منطقة سيليزيا (تقع الآن في غرب بولندا). جرت الحرب بشكل رئيسي في سيليزيا وبوهيميا وساكسونيا العليا وشكلت مسرحًا واحدًا لحرب الخلافة النمساوية الأوسع. كانت الحرب الثانية من سلسلة الحروب السيليزية الثلاثة التي اندلعت بين ملك بروسيا فريدرش العظيم وإمبراطورة النمسا ماريا تيريزا في منتصف القرن الثامن عشر، وانتهت الحروب الثلاثة جميعها باستيلاء بروسيا على سيليزيا.
يمكن اعتبار هذا الصراع استمرارًا للحرب السيليزية الأولى التي انتهت قبل عامين فقط. بعد أن أنهت معاهدة برلين الأعمال العدائية بين النمسا وبروسيا في عام 1742، زادت ثروات ملكية هابسبورغ بشكل كبير في حرب الخلافة النمساوية المستمرة. وسّعت النمسا تحالفاتها بموجب معاهدة ورمز لعام 1743، في حين دخلت بروسيا في تحالف متجدد مع أعداء النمسا في عصبة فرانكفورت وانضمت إلى الحرب مجددًا، على أمل منع النمسا التي استردّت قوتها من استعادة سيليزيا.
بدأت الحرب بغزو بروسيا لبوهيميا التي تحكمها عائلة هابسبورغ في منتصف عام 1744، وانتهت بانتصار بروسيا بتوقيع معاهدة درسدن في ديسمبر 1745، التي أكدت سيطرة بروسيا على سيليزيا. أدى استمرار الصراع بشأن سيليزيا إلى جرّ النمسا وبروسيا إلى الحرب السيليزية الثالثة بعد عقد من الزمان. تكرّرت هزيمة ملكية هابسبورغ في الحرب السيليزية الثانية على يد قوة ألمانية أقل تسليحًا، وساهمت الحرب في التنافس البروسي-النمساوي الذي صاغ السياسة الألمانية لأكثر من قرن.

## خلفية الحرب والأسباب

### الحرب السيليزية الأولى
توفي الإمبراطور الروماني المقدس كارل السادس من عائلة هابسبورغ في عام 1740 دون أن يكون له وريث ذكر؛ فخلفته ابنته الكبرى ماريا تيريزا التي أصبحت حاكمة على أرشدوقية النمسا، بالإضافة إلى أراضي بوهيميا والمجر داخل ملكية هابسبورغ، بصفتها أرشيدوقة. خلال حياة الإمبراطور كارل السادس، اعترفت الدول الإمبراطورية عمومًا بخلافة الإناث، ولكنه عندما توفي تنافست على الفور عدة أطراف على الخلافة. استغل فريدرش الثاني ملك بروسيا -المتوّج حديثًا- أزمة الخلافة النمساوية كفرصة لفرض مطالبه الإقليمية في أراضي التاج لسيليزيا التابعة لعائلة هابسبورغ، حيث غزاها في ديسمبر 1740 وبدأت الحرب السيليزية الأولى.
بعد الانتصارات البروسية المبكرة، تشجّعت القوى الأخرى على مهاجمة مملكة هابسبورغ المحاصرة، واتّسع نطاق الصراع إلى ما أصبح حرب الخلافة النمساوية. شكّلت بروسيا وفرنسا وإسبانيا وبافاريا وغيرها تحالفًا عُرف باسم عصبة نيمفنبورغ لدعم جهود بعضهم للاستيلاء على أراضي هابسبورغ ودعم حملة بافاريا للانتخابات الإمبراطورية. غزا الحلفاء على جبهات متعددة في منتصف عام 1741، وسرعان ما احتلوا التيرول النمساوي، والنمسا العليا وبوهيميا، وهدّدوا حتى فيينا. خشية مواجهة حرب تقسيم للمملكة، تفاوضت النمسا مع بروسيا في أكتوبر بشأن هدنة سرية وأعادت نشر قواتها لمواجهة أعدائها الآخرين.
استأنفت القوات البروسية عملياتها الهجومية في ديسمبر، إذ غزت مورافيا وعرقلت التوغّل النمساوي باتجاه براغ في أوائل عام 1742. فاز كارل ألبرت الأمير الناخب لبافاريا في الانتخابات الإمبراطورية عام 1742 وأصبح الإمبراطور الروماني المقدس. في يوليو 1742، عقدت بروسيا والنمسا سلامًا منفصلًا في معاهدة برلين، والتي بموجبها تنازلت النمسا عن غالبية سيليزيا إلى بروسيا مقابل حياد بروسيا في الحرب المستمرة. في أواخر عام 1742، استفادت بروسيا من استعادة السلام وعملت على استيعاب سيليزيا في إدارتها واقتصادها، في حين واصلت النمسا القتال ضد بافاريا وفرنسا، لاسترجاع ما خسرته منذ عام 1741.
بحلول منتصف عام 1743، استعادت النمسا السيطرة على بوهيميا، وأجبرت الفرنسيين على التراجع عبر نهر الراين إلى الألزاس، واحتلت بافاريا، ونفت الإمبراطور البافاري كارل ألبرت إلى فرانكفورت. أثار انسحاب بروسيا من حرب الخلافة النمساوية بموجب سلام منفصل حفيظة حلفائها السابقين، وتغير الموقف الدبلوماسي لصالح النمسا. بحلول أوائل عام 1744، كانت كل من بروسيا والنمسا قد تفاوضت على تحالفات جديدة وتستعد لتجديد الصراع على سيليزيا.

### الاستعدادات لحرب ثانية
في سبتمبر 1743، أبرمت النمسا وبريطانيا العظمى ومملكة سردينيا تحالفًا جديدًا بموجب معاهدة ورمز؛ سبق لبريطانيا أن اعترفت باستحواذ بروسيا على سيليزيا بصفتها وسيطًا لمعاهدة برلين، لكن هذا التحالف الجديد لم يذكر شيئًا بخصوص هذا الضمان. في هذه الأثناء، انتهت الحرب الروسية السويدية -التي كانت موازية للحرب السيليزية الأولى- في أغسطس عام 1743، وحرّرت روسيا لربّما تقف إلى جانب النمسا في حرب الخلافة المستمرة. في العام التالي، عينت إليزابيث إمبراطورة روسيا أليكسي بيستوزيف في منصب مستشار لها، وهو مؤيد للسياسة المؤيدة لبريطانيا والمعادية لفرنسا والتي تنطوي على الصداقة مع النمسا والعداء لبروسيا. سعت بروسيا إلى إقامة علاقات أكثر ودًّا مع روسيا وفازت لفترة قصيرة باتفاقية دفاعية بسيطة، لكن روسيا شكلت تهديدًا متزايدًا على الحدود الشرقية لبروسيا.